# Hippokampusz

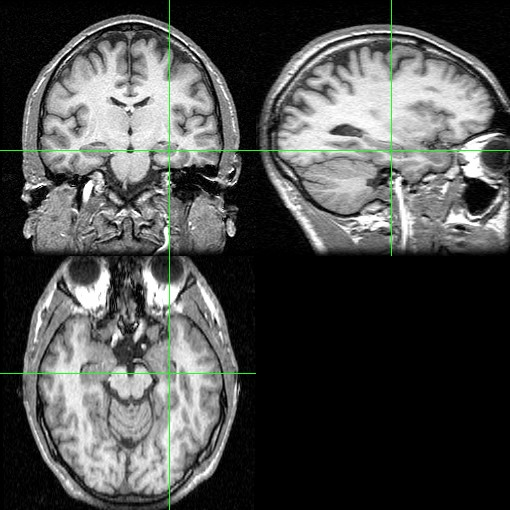
Agy MRI vizsgálata, a hippokampusz a célkeresztben látható

A hippokampusz (hippocampus) az előagy (nagyagy) egy része, az emberben a halántéklebeny csúcsában, a hatrétegű agykéreg (neocortex) alatt található képlet, a gerincesekben az archicortexet (archipalliumot) képezi. Ötrétegű kéregből épül fel (allocortex). Nevét az emberi agy szagittális metszetében megjelenő, csikóhalra (lat. Hippocampus) emlékeztető, görbült formájáról kapta. A primitív emlősökben az agykéreg felszínének 30-40%-át is kiteszi, az emberben ez az arány már elenyésző.

## Az emberi hippokampusz
A hippokampusz szerkezete egyszerűbb a többi agykérgi régióénál. Nélkülözhetetlen szerepet játszik összetett információk, események memorizálásában. Számos idegrendszeri megbetegedés elsőként a hippokampuszban okoz elváltozásokat. Ezek miatt a neurológiai kutatások egyik kedvelt témája.
A hippokampusz a limbikus rendszer része, szerepe van az emlékezet működésében és a térbeli tájékozódásban.

## Külső hivatkozások
- https://web.archive.org/web/20071022035034/http://ux.koki.hu/csoportok/31/3abc.html